# Ferrería de El Pobal

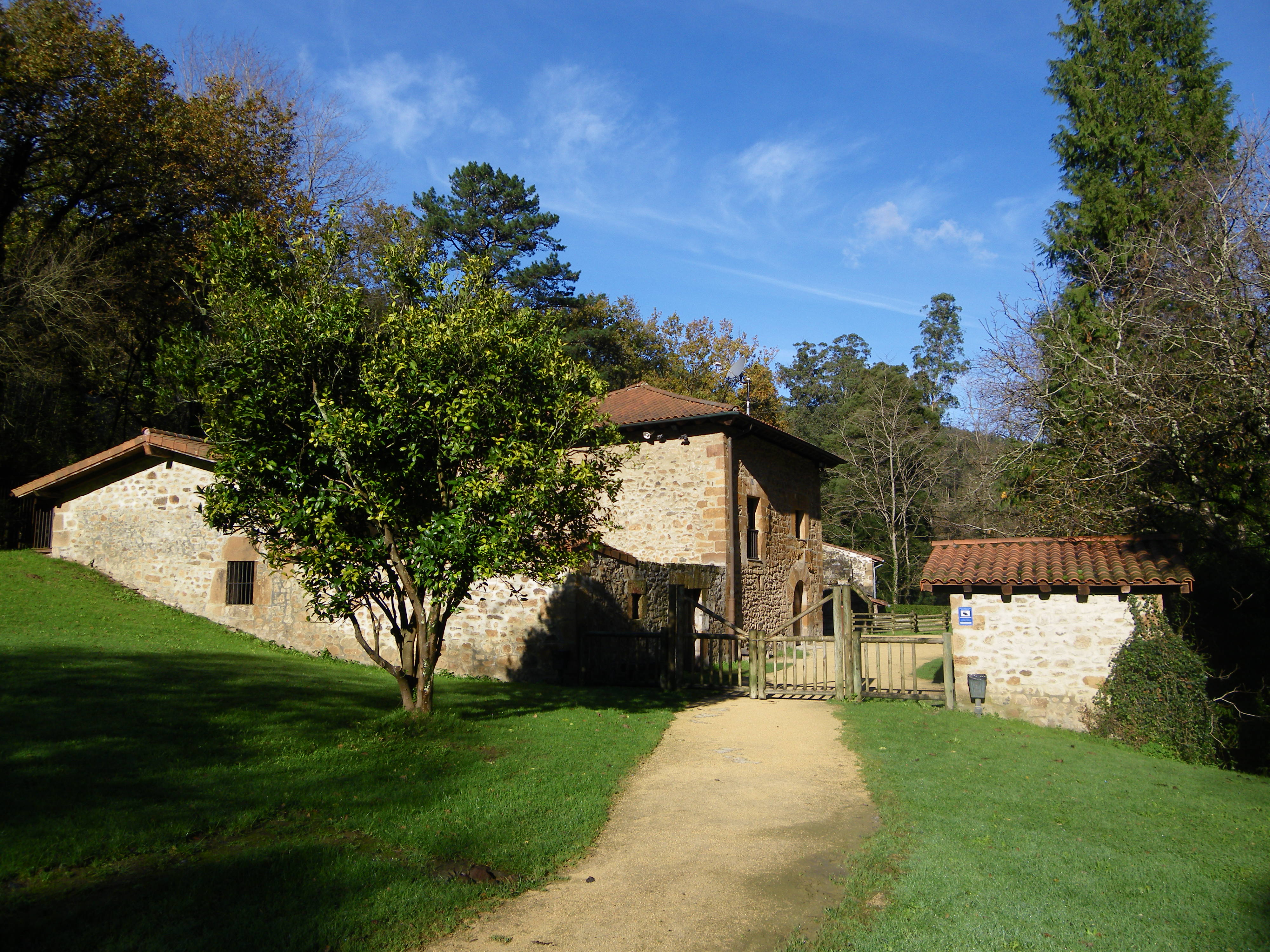
Acceso al complejo de la Ferrería El Pobal en Musques (Vizcaya)

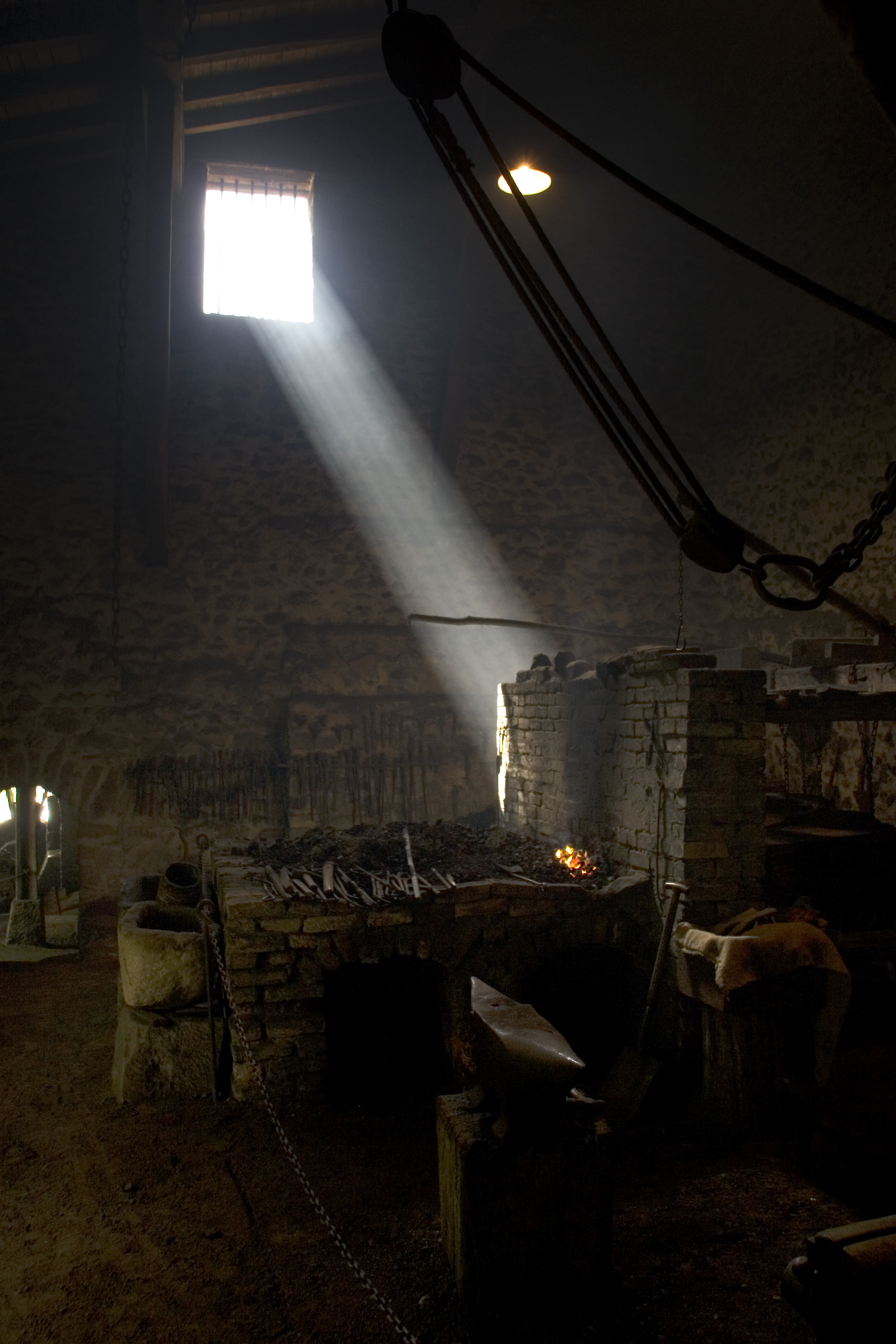
Interior de la Ferrería El Pobal en Musques (Vizcaya)

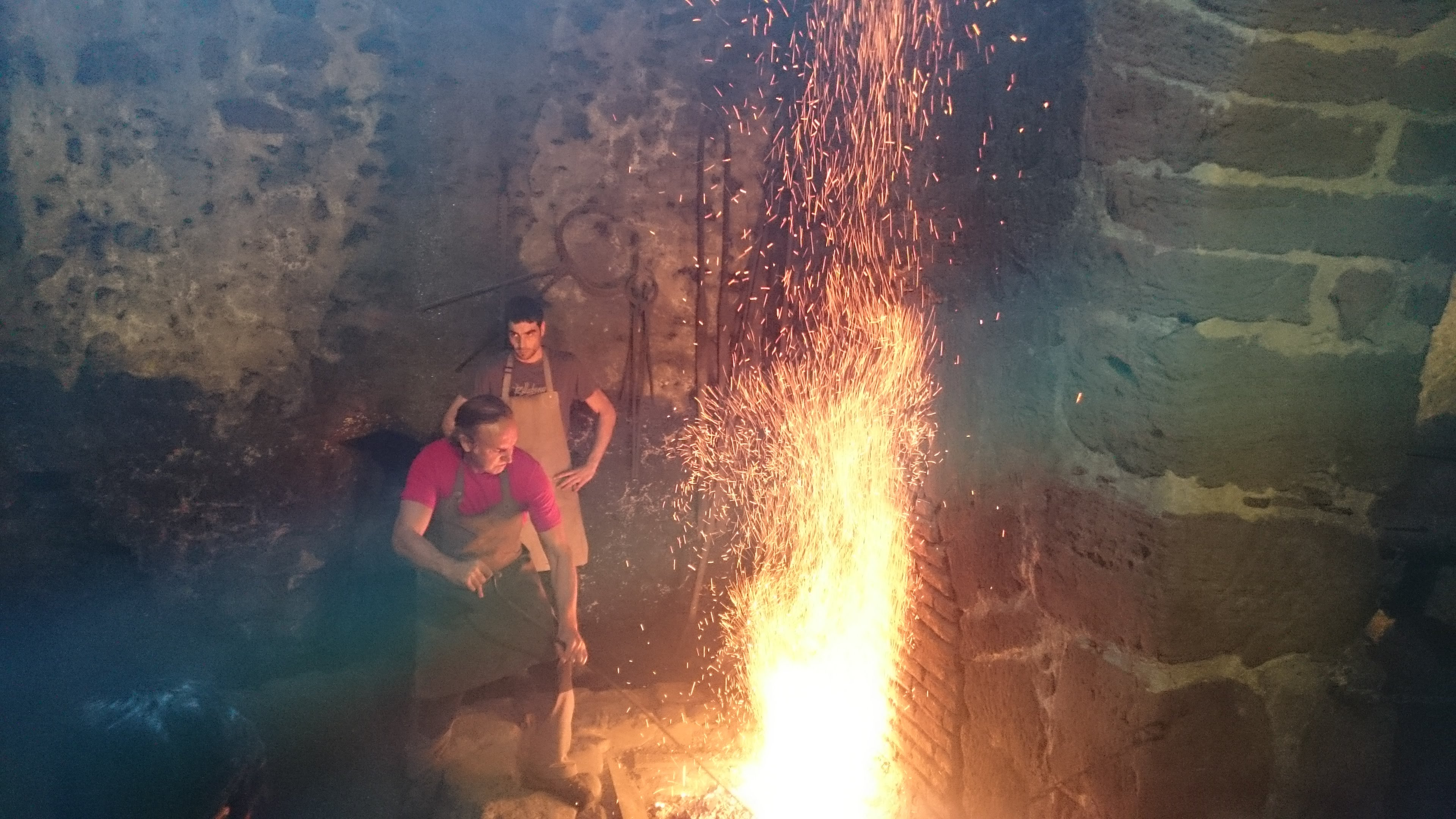
Horno de fundición en la ferrería El Pobal

La Ferrería de El Pobal es una antigua fábrica hidráulica en la que se trabajaba el mineral del hierro para elaborar todo tipo de herramientas, sobre todo de uso doméstico. Está situada en el municipio de Musques, Vizcaya, a unos 3,5 kilómetros del centro urbano, en la comarca de las Encartaciones. Fue construida junto al río Barbadún a principios del siglo XVI por la familia Salazar; el linaje banderizo que dominaba la comarca desde el Castillo de Muñatones, para sustituir a otra ferrería que se había quedado pequeña.
El Conjunto Monumental incluye la Casa-Torre del siglo XVI, en estilo gótico tardío, el molino, un canal y la antepara, un túnel hidráulico, el taller con martillo, yunque, horno de fundición, oficina, fragua, carbonera, almacenes, cuadras, dos hornos de pan, un puente antiguo y el entorno, donde actualmente se puede contemplar un pequeño bosque de bambú.
Su época de mayor esplendor fue a finales del siglo XVIII, a manos de la familia de La Quadra, quienes ampliaron las instalaciones y reconstruyeron toda la infraestructura hidráulica. A finales del siglo XIX se transformó en un taller metalúrgico, datando de esta época la mayoría de construcciones y maquinaria conservadas. En esta época, los ferrones tuvieron que luchar por sobrevivir, forjando todo tipo de herramientas y útiles de hierro, en un momento en la que la tecnología avanzaba rápidamente. De esta manera prolongó su vida productiva hasta el año 1965.
Desde 2004 y tras un minucioso proceso de restauración, funciona como museo, donde todos los sábados a las 12:00h se puede asistir a una demostración en vivo del funcionamiento del molino y de la fragua. Además, incluye dos salas de exposiciones.